# Тендер (парусное судно)
Те́ндер (англ. tender, от tend — обслуживать) — тип парусного судна (ка́тер) с косым парусным вооружением, имеющего одну мачту и бушприт, на которые ставятся грот, стаксель и один — два кливера.
В других источниках указано что Те́ндер м. одномачтовое (парусное) мореходное судно, имеющее косой грот, топсель и несколько кливеров, длиною около 70 фт. и 200 тонн водоизмещения, и одномачтовое судно, до 70′ длиной; парусность косая на одной мачте; вооружался несколькими (6 — 9) каронадами на верхней палубе. На вооружении Русского флота данные суда (катера) использовались с 1817 года до начала 1860-х годов, всего за эти годы в составе флота Российской империи числилось 19 тендеров. Тендеры применялись по большей части для дозорной, разведывательной и посыльной службы. На начало XX столетия, в военных флотах, Те́ндер не употреблялся.

## История
Парусное вооружение гафельного тендера состоит из четырёхугольного паруса грота (грота-триселя), стакселя, одного или более кливеров и верхнего треугольного (топселя).
В 1884 году английские яхты «Галатея» и «Дженеста» (тендеры), из которых вторая в особенности прославилась многочисленными победами, в гонках судов или шлюпок, послали новый вызов североамериканцам, которые в ответ на него построили два новых судна подобного же рода.
В начале XX века тендер описывали как судно с двумя-тремя передними парусами. Второстепенным признаком, зависящим от количества передних парусов, служило расположение мачты: в районе 1/3 — 1/2 длины по конструктивной ватерлинии (КВЛ) от носа. Расположение мачты и количество передних парусов определяли тип используемого бушприта. Тендеры часто имели выдвигаемый бушприт, шлюпы — только постоянный.
Далее и эти несущественные отличия между тендером и шлюпом стали исчезать. Сначала вышел из моды выдвигаемый бушприт, а к 30-м годам XX века бушприты на одномачтовых яхтах вообще находили применение всё реже. Распространение клееного рангоута привело к росту высоты мачт, и необходимость компенсировать недостаточную высоту мачты большим количеством развитых передних парусов на бушприте отпала. Тендеры с тремя передними парусами с тех пор стали почти музейной редкостью.
Тендер является, прежде всего, одним из видов именно гафельного вооружения. Бермудские тендеры существовали очень недолго, и появились они по причине сохранения традиционных передних парусов при переходе от гафельного вооружения к бермудскому. Лавировочные качества тендера несколько ниже, чем у шлюпа. Когда же при совершенствовании рангоута и стоячего такелажа обнаружилась возможность надежно удерживать мачту в продольном направлении всего одним штагом с носа, бермудские тендеры практически исчезли.
В эпоху парусного флота тендером называлось одномачтовое судно вспомогательного назначения, водоизмещением в 50−60 т, вооружённое 10−12 пушками небольшого калибра.
Современные тендеры чаще имеют бермудское парусное вооружение: вместо грота-триселя и топселя используется один большой треугольный парус — бермудский грот.
- Русский тендер, чертёж.
- Тендер (модель), из Архангельского краеведческого музея.